# 줄리앤 니컬슨
줄리앤 니컬슨(Julianne Nicholson, 1971년 7월 1일~)은 미국의 배우이다. 영화 《어거스트: 가족의 초상》(2013)과 NBC 드라마 《로앤오더: 뉴욕 특수수사대》(2006-09)가 대표작이다. 쇼타임 드라마 《마스터스 오브 섹스》(2013-14)로 2015년 제5회 크리틱스 초이스 텔레비전상 드라마 시리즈 부문 게스트 배우상 후보에 지명되었다. 또한 HBO 드라마 《메어 오브 이스트타운》(2021)을 통해 2021년 제73회 프라임타임 에미상 미니시리즈·앤솔러지·영화 부문 여우조연상을 수상하였으며 2022년 제26회 새틀라이트상과 제27회 크리틱스 초이스 텔레비전상 후보에 올랐다.

## 출연 작품

### 영화
- 원 트루 씽 (1998)
- 러브 레터 (1999)
- 패션 오브 마인드 (2000)
- 킨제이 보고서 (2004)
- 리틀 블랙 북 (2004)
- 푸치니 초급과정 (2006)
- 라잇 온 미 (2012)
- 어거스트: 가족의 초상 (2013)
- 블랙 메스 (2015)
- 일만명의 성자들 (2015)
- Who We Are Now (2017)
- 수녀 수련 기간 (2017)
- 아이, 토냐 (2017) - 다이앤 롤린슨 역
- Weightless (2018)
- 토고 (2019)
- 모노스 (2019)
- 블론드 (2022)
- 드림 시나리오 (2023)  - 재닛 매슈스 역

### 텔레비전
- 로앤오더: 범죄 전담반 (2001)
- 앨리의 사랑 만들기 (2001-02)
- ER (2004)
- 로앤오더: 뉴욕 특수수사대 (2006-09)
- 로열 페인스 (2011)
- 보드워크 엠파이어 (2011-13)
- 코버트 어페어스 (2012)
- 마스터스 오브 섹스 (2013-14)
- 아이위트니스 (2016)
- 메어 오브 이스트타운 (2021)